# Brits rugby sevensteam (mannen)
Het Britse rugby sevensteam is een team van rugbyers dat het Verenigd Koninkrijk vertegenwoordigt tijdens de Olympische Zomerspelen.

## Olympische Zomerspelen
Verenigd Koninkrijk behaalde tijdens de Olympische Zomerspelen 2016 de tweede plaats.
- OS 2016:
- OS 2020: 4e